# Пап Сарр
Пап Сарр (фр. Pape Sarr, нар. 7 грудня 1977, Дакар) — сенегальський футболіст, що грав на позиції фланговий півзахисника.
Виступав, зокрема, за клуби «Сент-Етьєн» та «Ланс», а також національну збірну Сенегалу.

## Клубна кар'єра
Народився 7 грудня 1977 року в місті Дакар. Вихованець футбольної школи клубу «Сент-Етьєн». Дорослу футбольну кар'єру розпочав 1996 року в основній команді того ж клубу, в якій провів п'ять сезонів, взявши участь у 146 матчах чемпіонату.  Більшість часу, проведеного у складі «Сент-Етьєна», був основним гравцем команди.
Своєю грою за цю команду привернув увагу представників тренерського штабу клубу «Ланс», до складу якого приєднався 2001 року. Відіграв за команду з Ланса наступні чотири сезони своєї ігрової кар'єри. Протягом цього періоду провів деякий час, граючи на умовах оренди за «Алавес» та «Істр».
Згодом з 2006 по 2010 рік грав у складі команд клубів «Брест», «Париж» та «Валанс».
Завершив професійну ігрову кар'єру у нижчоліговому клубі «Нуазі-ле-Сек», за команду якого виступав протягом 2010—2011 років.

## Виступи за збірну
2000 року дебютував в офіційних матчах у складі національної збірної Сенегалу. Протягом кар'єри у національній команді, яка тривала 5 років, провів у формі головної команди країни 54 матчі, забивши 3 голи.
У складі збірної був учасником Кубка африканських націй 2000 року в Гані та Нігерії, чемпіонату світу 2002 року в Японії і Південній Кореї, а також Кубка африканських націй 2002 року в Малі, де разом з командою здобув «срібло».

## Титули і досягнення
- Срібний призер Кубка африканських націй: 2002